# Jacqueline Saburido
Jacqueline Saburido (Caracas, 20 de diciembre de 1978-Ciudad de Guatemala, 20 de abril de 2019) fue una activista venezolana superviviente de quemaduras que hizo campaña contra la conducción bajo los efectos del alcohol. Tras sufrir un accidente de tráfico en 1999, Saburido sufrió quemaduras en el 60% de su cuerpo; posteriormente apareció en anuncios contra la conducción bajo los efectos del alcohol y fue invitada en dos ocasiones al programa The Oprah Winfrey Show. También intentó sin éxito convertirse en la primera paciente en Reino Unido con un trasplante de cara.

## Infancia y accidente
Fue hija única de Rosalía y Amadeo Saburido y vivió toda su infancia en Caracas, Venezuela.Viviendo con su padre tras el divorcio de ambas y estudió ingeniería esperando de hacerse cargo del negocio familiar de aire acondicionado. En agosto de 1999, Saburido decidió tomar una pausa y trasladarse a Austin, Texas, para estudiar inglés.
El 19 de septiembre de 1999, asistió a una fiesta de cumpleaños cerca del lago Travis. Ella y sus amigos se marcharon al cabo de unas horas y aceptaron que un compañero de clase les llevara a casa.Poco después, su Oldsmobile 98 Regency de 1990 fue embestido por un Chevrolet Tahoe de 1996 conducido por Reginald Stephey, que había estado bebiendo previamente. El conductor y un pasajero del vehículo en el que ella viajaba murieron, y los demás pasajeros resultaron heridos; de los tres supervivientes, Saburido fue la única que quedó atrapada en el coche cuando éste se incendió y no pudo escapar del fuego.
Los paramédicos que pasaban por el lugar extinguieron el incendio e intentaron sacar a la gente del coche,pero el fuego se reavivó antes de que pudieran rescatar a Saburido; además, carecían del equipo adecuado para sacarla. Cuarenta y cinco segundos más tarde, llegó un camión de bomberos y extinguió totalmente el incendio, tras lo cual Saburido fue trasladada por aire a la unidad de quemaduras de Galveston.
Saburido sufrió quemaduras de segundo y tercer grado en más del 60% de su cuerpo, pero sobrevivió a pesar de las expectativas de su médico. Sus dedos debieron ser amputados, pero le quedó suficiente hueso en el pulgar para construir un pulgar. Perdió el pelo, las orejas, la nariz, los labios, el párpado izquierdo y gran parte de la visión. Posteriormente, Saburido se sometió a más de 120 operaciones reconstructivas, incluido un trasplante de córnea para recuperar su ojo izquierdo. Al momento del accidente, tenía muy poco tiempo de haber llegado a los Estados Unidos y carecía de seguro médico. Sus gastos médicos rebasaron los 5 millones de dólares.
En junio de 2001, Stephey fue sentenciado por dos cargos de homicidio en estado de ebriedad.Saburido y Stephey se reunieron por primera vez después de su juicio y condena en 2001. Saburido declaró que Stephey «destruyó mi vida por completo», pero lo perdonó. En relación con el encuentro, Stephey declaró más tarde que «Lo que se me queda grabado es: “Reggie, no te odio”. Es realmente conmovedor que alguien pueda mirarte a los ojos y tener tanta compasión después de todo lo que he causado".
Jacqueline fue una de 21 personas desfiguradas que se reunidos dirigido a los cirujanos de un hospital de Londres para que llevaran a cabo la primera operación de trasplante de cara en Reino Unido, pero no fue seleccionada.Continuó buscando otras posibilidades de trasplante de cara en otros países y hospitales.

## Activismo y apariciones en medios de comunicación
Saburido permitió que se utilizaran fotografías gráficas suyas después del accidente en medios de comunicación (incluyendo carteles, anuncios de televisión y cadenas de correo electrónico)  para ilustrar las posibles consecuencias de conducir ebria. Es conocida sobre todo por un anuncio en el que sostiene ante la cámara una foto suya anterior al accidente, que baja para mostrar su rostro desfigurado y dice: «Esta soy yo, después de ser embestida por un conductor ebrio». Cuando se le preguntó por qué aparecía en la campaña, Jacqueline declaró: «Me siento muy bien haciéndolo porque sé que la gente puede entender un poco más lo que me pasó, por qué mi vida cambió por completo. Así que creo que para mí, para todo el mundo, es una buena oportunidad".
Para garantizar que el material en el que aparecía Saburido, utilizado en una campaña publicitaria del Departamento de Transporte de Texas, pudiera utilizarse también en las escuelas. En los vídeos y fotos que se le hicieron se utilizó una iluminación suave para mejorar su aspecto y se consultó a psicólogos infantiles para garantizar que el material, aunque gráfico, no asustara a los niños.
En cuanto a su vida después del accidente, Jacqueline dijo que nunca se rindió: «Si una persona tropieza, debe levantarse y seguir adelante. Creo que esto es muy importante; si no, la vida no tendría mucho sentido». Apareció en The Oprah Winfrey Show el 17 de noviembre de 2003. También la entrevistaron en el programa australiano 60 Minutes el 14 de marzo de 2004, y apareció en un documental de Discovery Health sobre trasplantes de cara. Oprah Winfrey dijo que Saburido era la persona que había conocido que definía la «belleza interior» y que era «una mujer que define la supervivencia».
Cuando Stephey fue liberado de la Unidad de Huntsville en Texas el 24 de junio de 2008, Saburido declaró: «No le odio, no me siento mal porque haya salido, puede reconstruir su vida de nuevo". El 20 de mayo de 2011, Saburido apareció en uno de los últimos episodios de The Oprah Winfrey Show, dedicado a los invitados favoritos de Winfrey. Jacqueline reveló que en esa fecha se había sometido a más de 120 cirugías.

## Fallecimiento
El 20 de abril de 2019, Saburido murió de cáncer en Ciudad de Guatemala.Su familia declaró que, unos años antes, se mudó a Guatemala para buscar un mejor tratamiento para su enfermedad. Fue sepultada en Caracas.
Según la campaña de TxDOT «Las caras de la conducción bajo los efectos del alcohol», la historia de Saburido había sido contada al menos a mil millones de personas en todo el mundo al momento de su muerte.